# Pijovci
Pijovci este o localitate din comuna Šmarje pri Jelšah, Slovenia, cu o populație de 169 de locuitori.